# Scrancia prothoracalis
Scrancia prothoracalis är en fjärilsart som beskrevs av Embrik Strand 1911. Scrancia prothoracalis ingår i släktet Scrancia och familjen tandspinnare. Inga underarter finns listade.